# William Wakefield
William Hayward Wakefield, född den 8 augusti 1801 (eller 1803), död den 19 september 1848, var en nyzeeländsk politiker, bror till Edward Gibbon Wakefield.
Wakefield, vilken 1826 biträtt brodern vid enleveringen och även han fick fängelsestraff, blev sedermera överste i spansk tjänst och kom 1839 ut till Nya Zeeland som kompaniets agent för jordköp. Hans köpeavtal med maorihövdingarna, ogiltiga enligt maorirätt, ledde till långvariga tvister och blodiga strider; 1840 grundlade han Wellington, sedermera Nya Zeelands huvudstad.